# Хорпяков, Олег Вячеславович
Олег Вячеславович Хорпяков (род. 28 февраля 1977, Воронеж) — российский борец вольного стиля, самбист и дзюдоист, призёр чемпионатов России по этим видам борьбы, мастер спорта России международного класса по вольной борьбе, мастер спорта России по самбо и дзюдо. Выпускник Воронежского государственного института физкультуры. Старший инструктор по физподготовке в команде внутренних войск Московского военного округа. Чемпион России и мира по дзюдо среди ветеранов.
Член сборной команды России с 1994 года. Тренер — Владимир Скуднев.

## Спортивные результаты

### Дзюдо
- Чемпионат России по дзюдо 1999 года — ;
- Чемпионат России по дзюдо 2005 года — ;
- Чемпионат России по дзюдо 2007 года — ;
- Чемпионат России по дзюдо 2008 года — ;
- Чемпионат России по дзюдо 2009 года (свыше 100 кг) — ;
- Чемпионат России по дзюдо 2009 года (абсолютная категория) — ;
- Чемпионат России по дзюдо 2012 года — ;

### Вольная борьба
- Чемпионат России по вольной борьбе 1999 года — ;
- Чемпионат России по вольной борьбе 2000 года — ;
- Чемпионат России по вольной борьбе 2002 года — ;

### Самбо
- Чемпионат России по самбо 2005 года — ;
- Чемпионат России по самбо 2006 года — ;
- Чемпионат России по самбо 2008 года — ;
- Абсолютный чемпионат России по самбо 2012 года — ;